# Linky 3a a 3b (tramvaj v Île-de-France)
  

Mapa linek T3a a T3b

Linky T3a a T3b jsou linkami tramvajové dopravy v regionu Île-de-France. V systému MHD jsou označeny oranžovou (T3a) a zelenou (T3b) barvou. První úsek byl otevřen 16. prosince 2006 a jako jediné tramvajové linky se celou svou délkou nachází přímo na území hlavního města, konkrétně ve 12., 13., 14., 15., 16., 17., 18., 19., a 20. obvodu. Jejich trasa vede po tzv. Maršálských bulvárech, takže se linkám také někdy říká Maršálská tramvaj (Tramway des Maréchaux). Na dohromady 29,9 km dlouhém úseku je 58 zastávek. Provozovatelem obou linek je pařížský dopravní podnik RATP.

## Historie
Poté, co městské autobusové linky, které jezdily podél Maršálských bulvárů, již dávno dosáhly své kapacitní hranice, začaly se v roce 2000 plánovat možnosti navýšení přepravní kapacity. Bylo rozhodnuto o vybudovaní tramvajové trati se standardním rozchodem, což bylo přijato rozporuplně, neboť se tím snižuje již tak omezený prostor vozovek pro automobilový provoz. Pozemní vedení, které často kříží výjezdové silnice z Paříže a muselo být vybaveno dopravní signalizací, což narušovalo plynulost dopravy, také vyvolalo rozporuplnou diskusi.

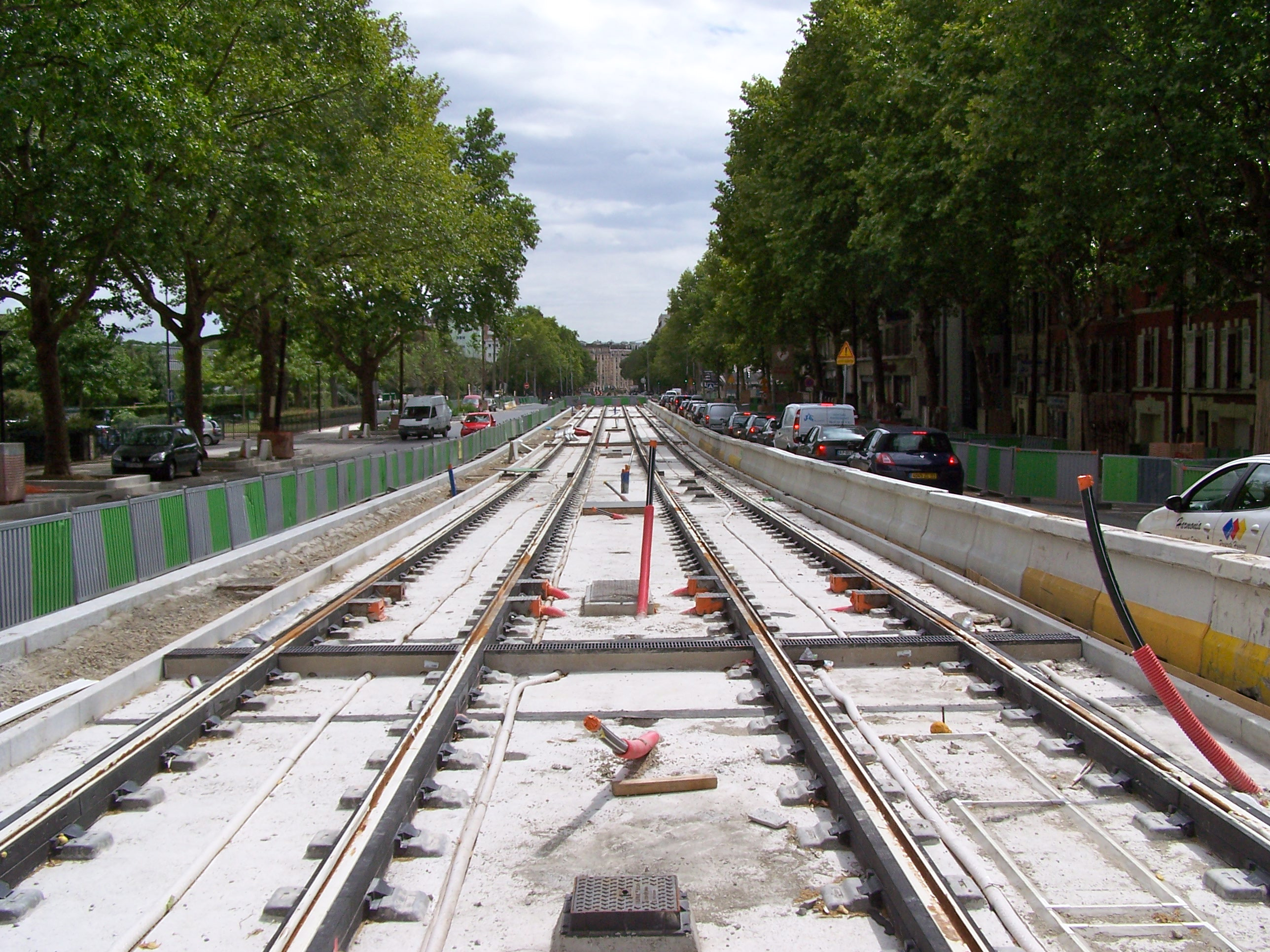
Stavební práce na Boulevardu Soult

#### Linka T3a
V roce 2004 začala výstavba první části linky T3a (původně označené jako T3) v úseku Pont du Garigliano — Porte d'Ivry. Stavba se neomezila jen na tramvajovou trať a vozovnu, ale zahrnovala i celkovou rekonstrukci dotčených bulvárů. Náklady na výstavbu první části včetně úprav dotčených ulic činily přibližně 320 milionů eur. Uvedení do provozu se uskutečnilo 16. prosince 2006. Na konci roku 2012 byl zahájen provoz i na zbýlém úseku od Porte d'Ivry k Porte de Vincennes a při této příležitosti byla linka přejmenována na T3a.

#### Linka T3b
První dokončenou částí linky T3b se na konci roku 2012 stal úsek od Porte de Vincennes k Porte de la Chapelle. Na společné konečné zastávce Porte de Vincennes vzniklo mezi oběma linkami Maršálských tramvají kolejové propojení, které se ale v běžném provozu nepoužívá. V listopadu 2018 pak byla linka T3b prodloužena o dalších osm zastávek od Porte de la Chapelle k Porte d'Asnières. Poslední úsek od Porte d'Asnières přes Porte Maillot k Porte Dauphine byl zprovozněn 5. dubna 2024.

## Další rozvoj

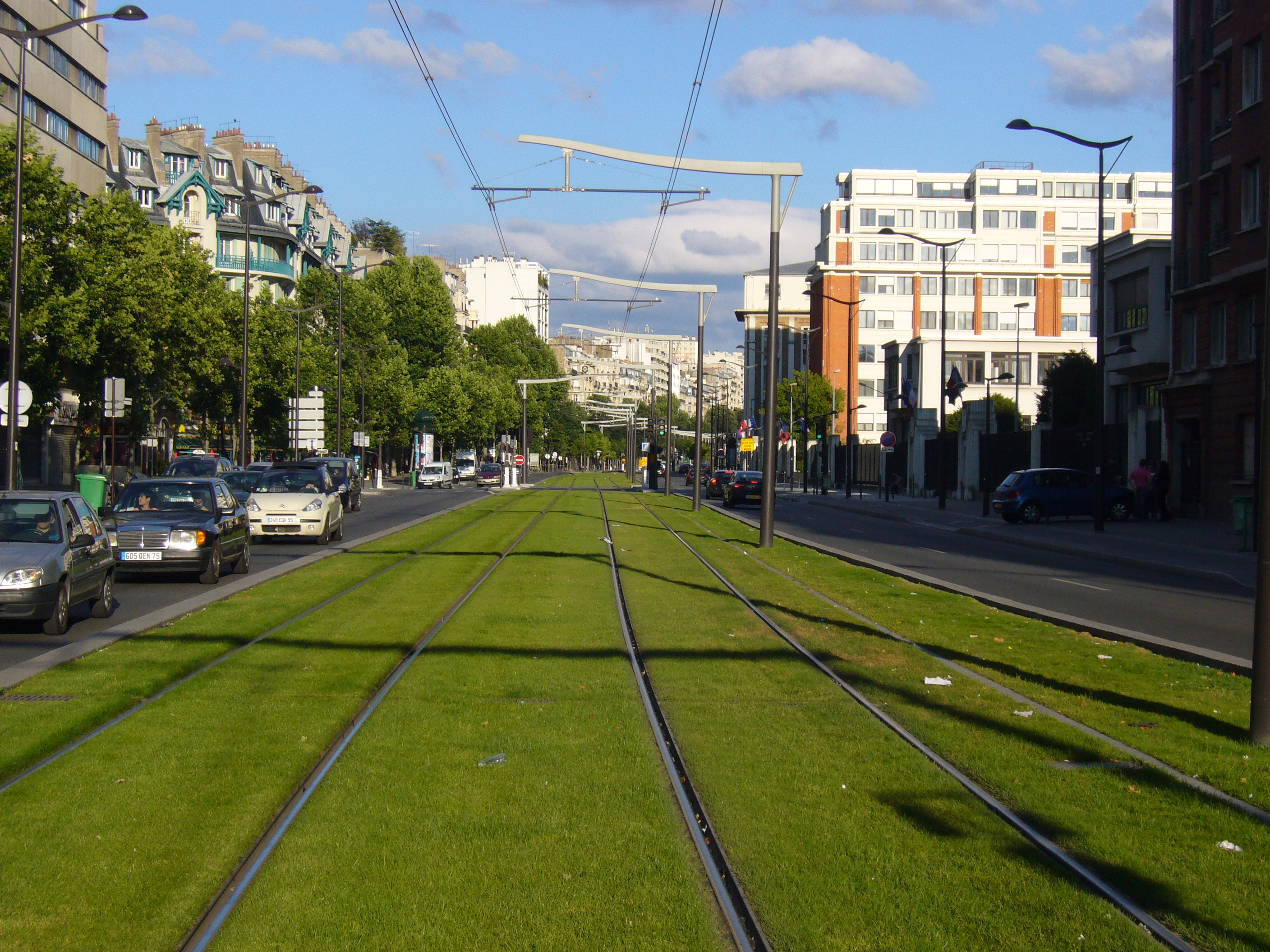
Travnatý povrch kolejiště

Prodloužení linky T3a od Pont du Garigliano přes řeku Seinu směrem na západ k Porte d'Auteuil a Porte Dauphine odmítli obyvatelé 16. obvodu obávající se narušení klidové zóny. V případě realizace i této části by linky T3a a T3b společně tvořily kompletní okružní tramvajovou trasu okolo Paříže.

## Trať
Trať obou linek o délce 29,9 kilometrů má 58 zastávek a ve většině případů leží přímo na Maršálských bulvárech na okraji Paříže. Výjimkou jsou úseky linky T3b v oblastech Parc de la Villete, stanice RER Rosa Parks a Porte Maillot, kde trať vede kvůli stísněným podmínkám i napojení na vozovnu po několika vedlejších ulicích. Tramvajový pás je s výjimkou křižovatek a zastávek zatravněný a leží odděleně uprostřed bulvárů. Linky kříží mnoho linek metra i RER. V zastávce Porte de Versailles je možné přestoupit na tramvajovou linku T2. Mezi zastávkami Porte d'Italie a Porte d'Ivry vede trať asi 700 m přímo nad metrem linky 7. Jízdní doba z konečné na konečnou činí na lince T3a 42 minut a na lince T3b 50 minut.

Plán linky T3a

Plán linky T3b

## Provoz

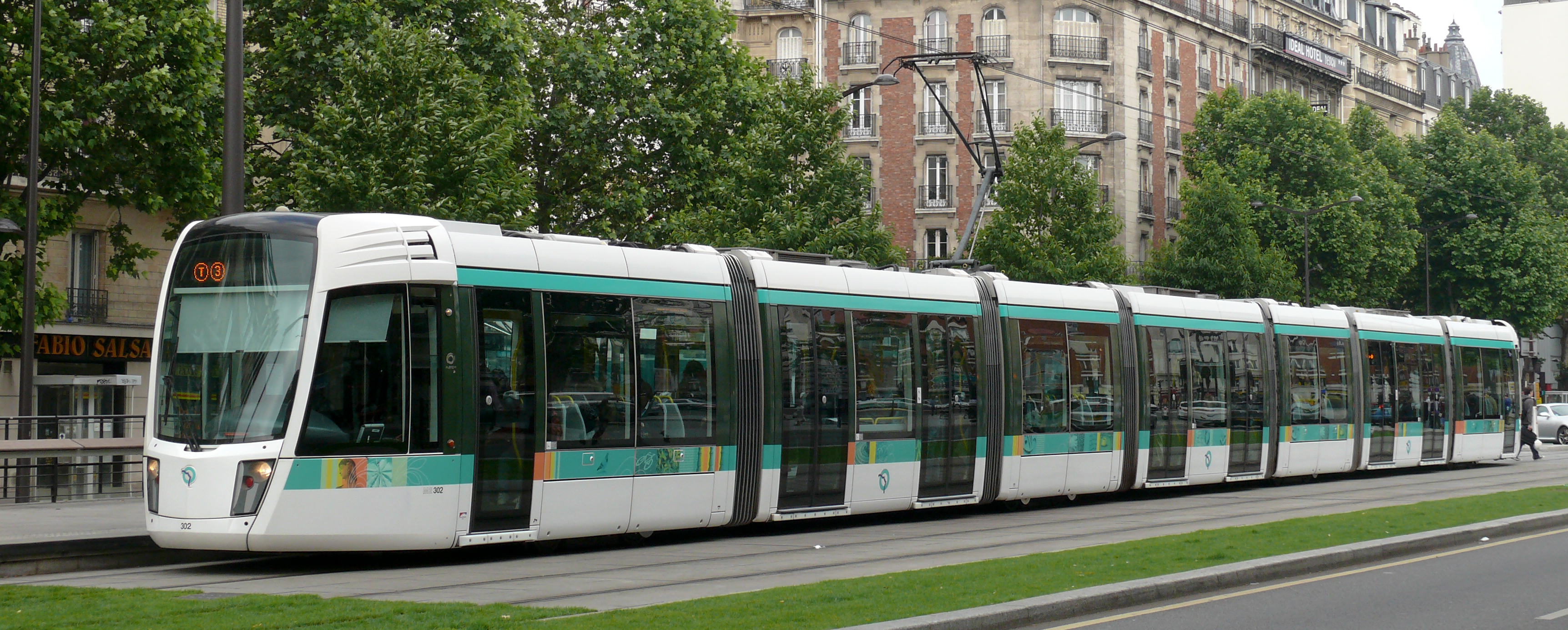
Citadis 402

Protože jednotlivé tratě pařížských tramvají nemají ve většině případů vzájemné propojení kolejí, má každá linka svůj vlastní vozový park i vozovnu. Provoz na linkých T3a a T3b zajišťuje 73 vozů typu Citadis 402, které dodal výrobce Alstom. Vozidla mají délku 43,7 m a šířku 2,65 m a jejich kapacita je 304 cestujících. Vozidla jsou uzpůsobená obousměrnému provozu, takže každá souprava má na obou koncích kabinu řidiče a dveře pro cestující po obou stranách. Díky tomu nejsou na tratích potřeba smyčky, vozy pouze pomocí kolejových spojek změní směr jízdy. Linky jsou v provozu denně od 5:00 do 00:30 v pátek a sobotu až do 1:00. V dopravní špičce je interval 4 minuty. Za den se přepraví více než 260 000 cestujících.

## Seznam stanic

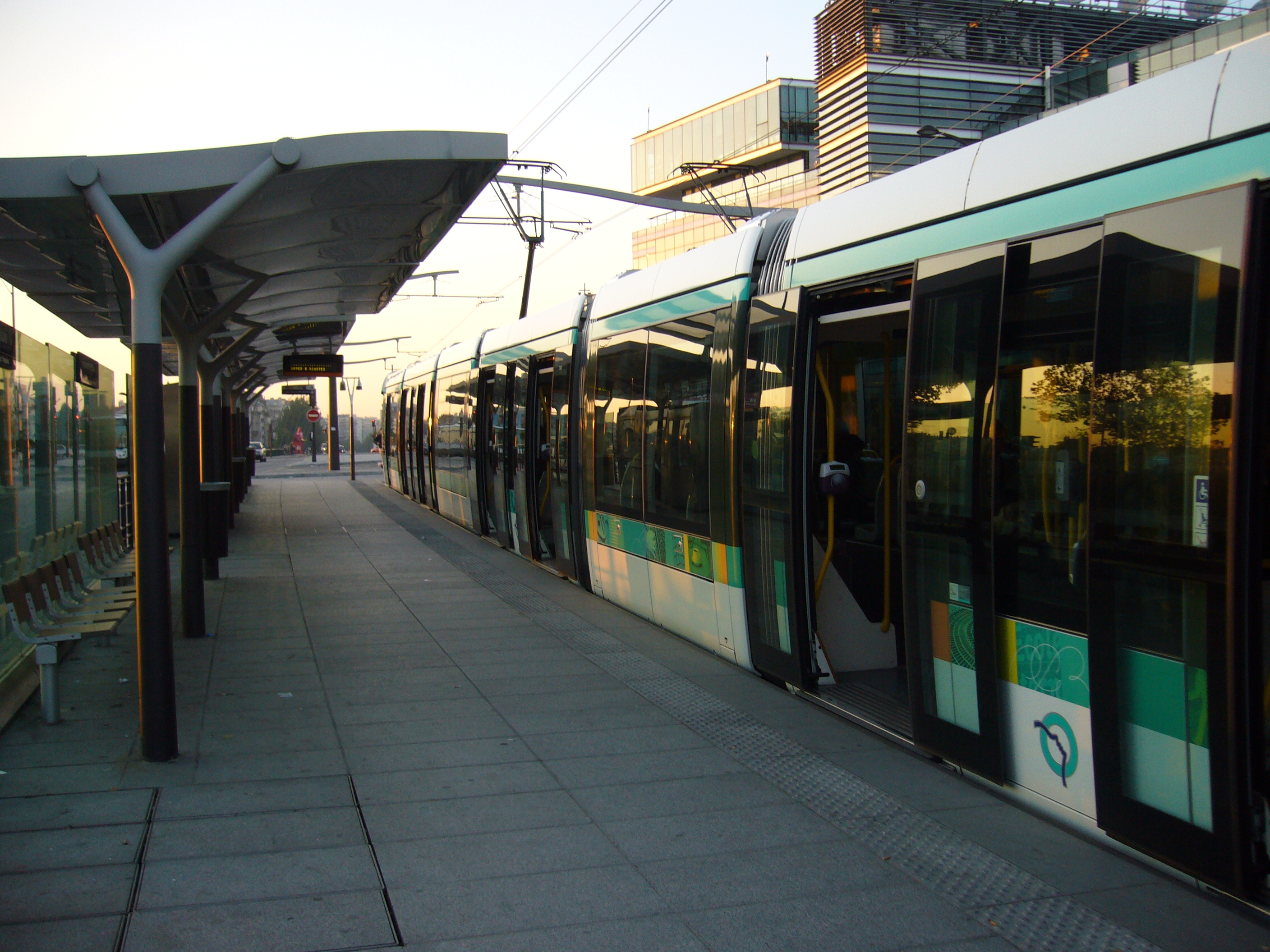
Stanice Pont du Garigliano

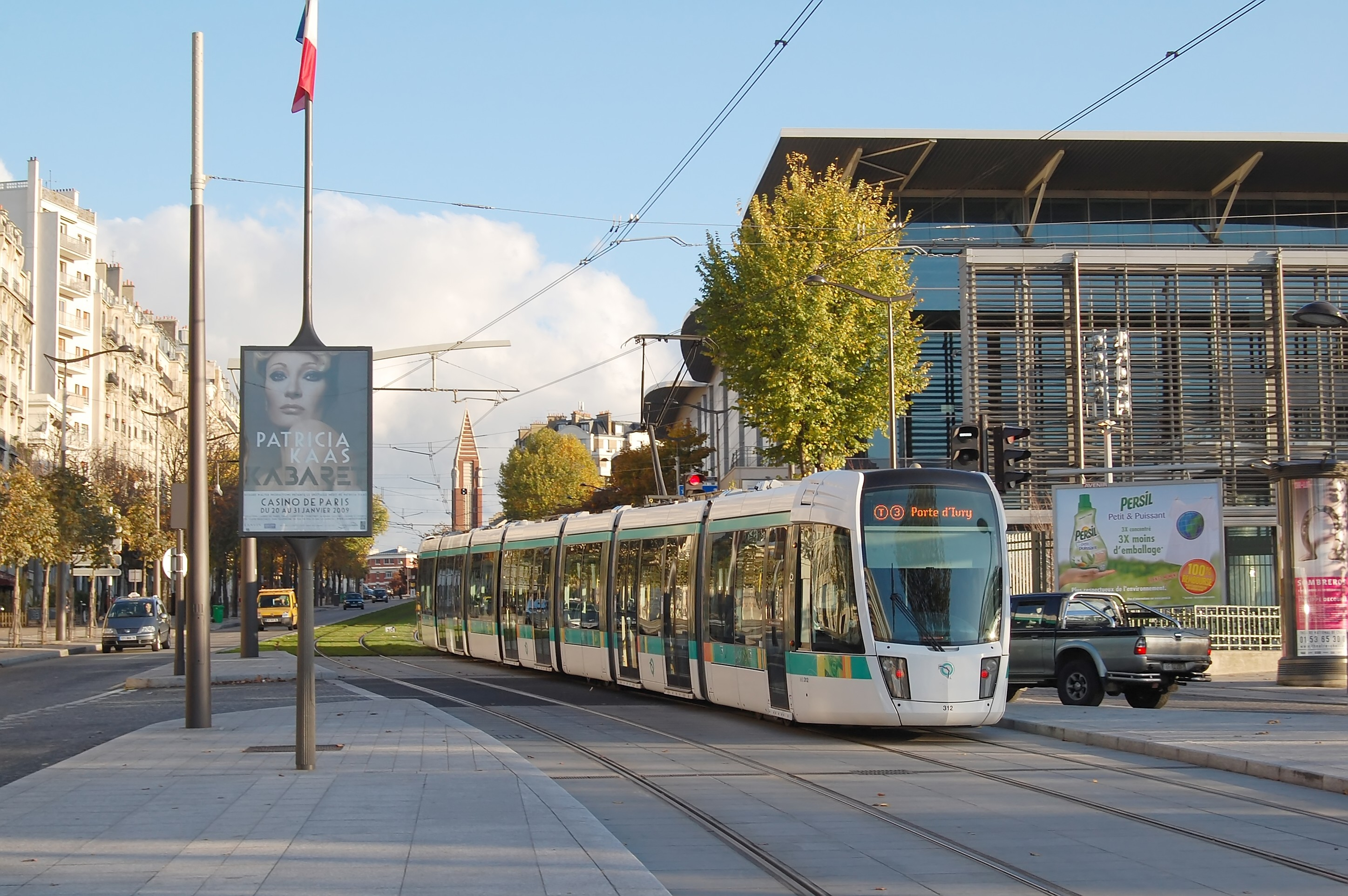
Citadis 402 u Porte de Versailles

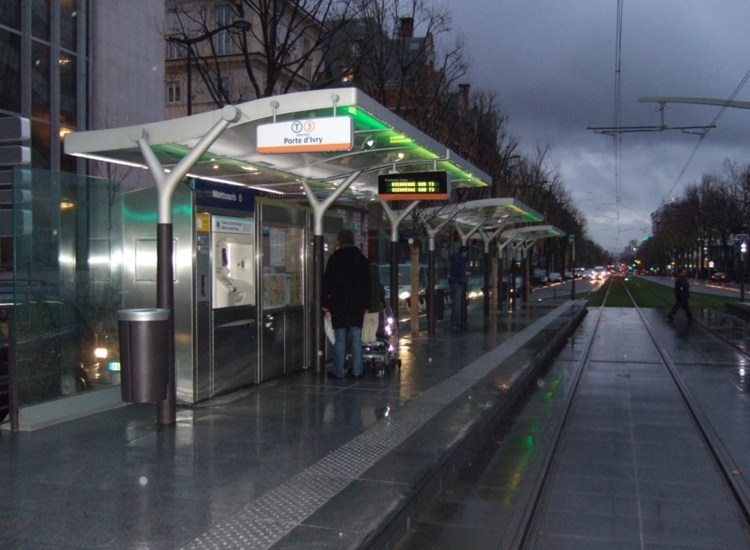
Stanice Montsouris

| Linka T3a             | Linka T3a | Linka T3a | Linka T3a                       |
| Stanice               | Přestupy  | Obvod     | Lokace                          |
| --------------------- | --------- | --------- | ------------------------------- |
| Pont du Garigliano    | C         | 15.       | 48°50′17″ s. š., 2°16′16″ v. d. |
| Balard                | 8         | 15.       | 48°50′10″ s. š., 2°16′42″ v. d. |
| Desnouettes           |           | 15.       | 48°50′4″ s. š., 2°17′2″ v. d.   |
| Porte de Versailles   | 12 · 2    | 15.       | 48°49′58″ s. š., 2°17′17″ v. d. |
| George Brassens       |           | 15.       | 48°49′47″ s. š., 2°17′44″ v. d. |
| Brancion              |           | 15.       | 48°49′43″ s. š., 2°18′3″ v. d.  |
| Porte de Vanves       | 13        | 14.       | 48°49′39″ s. š., 2°18′24″ v. d. |
| Didot                 |           | 14.       | 48°49′33″ s. š., 2°18′48″ v. d. |
| Jean Moulin           |           | 14.       | 48°49′29″ s. š., 2°19′8″ v. d.  |
| Porte d'Orléans       | 4         | 14.       | 48°49′23″ s. š., 2°19′32″ v. d. |
| Montsouris            |           | 14.       | 48°49′17″ s. š., 2°20′ v. d.    |
| Cité Universitaire    | B         | 14.       | 48°49′13″ s. š., 2°20′19″ v. d. |
| Stade Charléty        |           | 13.       | 48°49′10″ s. š., 2°20′45″ v. d. |
| Poterne des Peupliers |           | 13.       | 48°49′15″ s. š., 2°21′3″ v. d.  |
| Porte d'Italie        | 7         | 13.       | 48°49′9″ s. š., 2°21′37″ v. d.  |
| Porte de Choisy       | 7         | 13.       | 48°49′11″ s. š., 2°21′50″ v. d. |
| Porte d'Ivry          | 7         | 13.       | 48°49′18″ s. š., 2°22′13″ v. d. |
| Maryse Bastié         |           | 13.       | 48°49′27″ s. š., 2°22′37″ v. d. |
| Avenue de France      |           | 13.       | 48°49′31″ s. š., 2°22′52″ v. d. |
| Baron Le Roy          |           | 12.       | 48°49′49″ s. š., 2°23′33″ v. d. |
| Porte de Charenton    | 7         | 12.       | 48°49′55″ s. š., 2°23′53″ v. d. |
| Porte Dorée           | 7         | 12.       | 48°50′7″ s. š., 2°24′21″ v. d.  |
| Montempoivre          |           | 12.       | 48°50′24″ s. š., 2°24′33″ v. d. |
| Alexandra David-Néel  |           | 12.       | 48°50′37″ s. š., 2°24′37″ v. d. |
| Porte de Vincennes    | 7 · 2     | 12.       | 48°50′48″ s. š., 2°24′35″ v. d. |

| Linka T3b                          | Linka T3b | Linka T3b | Linka T3b                       |
| Stanice                            | Přestupy  | Obvod     | Lokace                          |
| ---------------------------------- | --------- | --------- | ------------------------------- |
| Porte de Vincennes                 | 7 · 2     | 20.       | 48°50′50″ s. š., 2°24′34″ v. d. |
| Porte de Montreuil                 | 7         | 20.       | 48°51′11″ s. š., 2°24′39″ v. d. |
| Marie de Miribel                   |           | 20.       | 48°51′32″ s. š., 2°24′35″ v. d. |
| Porte de Bagnolet                  | 7         | 20.       | 48°51′49″ s. š., 2°24′32″ v. d. |
| Séverine                           |           | 20.       | 48°52′3″ s. š., 2°24′33″ v. d.  |
| Adrienne Bolland                   |           | 20.       | 48°52′19″ s. š., 2°24′32″ v. d. |
| Porte des Lilas                    | 7 · 7     | 20.       | 48°52′36″ s. š., 2°24′26″ v. d. |
| Hôpital Robert-Debré               |           | 19.       | 48°52′46″ s. š., 2°24′4″ v. d.  |
| Butte du Chapeau Rouge             |           | 19.       | 48°53′7″ s. š., 2°23′48″ v. d.  |
| Porte de Pantin                    | 7         | 19.       | 48°53′20″ s. š., 2°23′45″ v. d. |
| Delphine Seyrig                    |           | 19.       | 48°53′38″ s. š., 2°23′52″ v. d. |
| Ella Fitzgerald                    |           | 19.       | 48°53′51″ s. š., 2°23′42″ v. d. |
| Porte de la Villette               | 7         | 19.       | 48°53′51″ s. š., 2°23′12″ v. d. |
| Canal Saint-Denis                  |           | 19.       | 48°53′56″ s. š., 2°22′49″ v. d. |
| Rosa-Parks                         | C         | 19.       | 48°53′51″ s. š., 2°22′21″ v. d. |
| Porte d'Aubervilliers              |           | 18.       | 48°53′55″ s. š., 2°22′8″ v. d.  |
| Colette Besson                     |           | 18.       | 48°53′54″ s. š., 2°21′44″ v. d. |
| Porte de la Chapelle               | 7         | 18.       | 48°53′54″ s. š., 2°21′33″ v. d. |
| Diane Arbus                        |           | 18.       | 48°53′54″ s. š., 2°21′6″ v. d.  |
| Porte de Clignancourt              | 7         | 18.       | 48°53′53″ s. š., 2°20′42″ v. d. |
| Angélique Compoint                 |           | 18.       | 48°53′52″ s. š., 2°20′16″ v. d. |
| Porte de Saint-Ouen                | 7         | 18.       | 48°53′52″ s. š., 2°19′46″ v. d. |
| Épinettes - Pouchet                |           | 17.       | 48°53′51″ s. š., 2°19′30″ v. d. |
| Honoré de Balzac                   |           | 17.       | 48°53′47″ s. š., 2°19′7″ v. d.  |
| Porte de Clichy                    | 7 · C     | 17.       | 48°53′41″ s. š., 2°18′51″ v. d. |
| Porte d'Asnières - Marguerite Long |           | 17.       | 48°53′23″ s. š., 2°18′12″ v. d. |
| Square Sainte-Odile                |           | 17.       | 48°53′15″ s. š., 2°17′49″ v. d. |
| Porte de Champerret                | 7         | 17.       | 48°53′9″ s. š., 2°17′31″ v. d.  |
| Thérèse Pierre                     |           | 17.       | 48°53′ s. š., 2°17′18″ v. d.    |
| Anny Flore                         |           | 17.       | 48°52′52″ s. š., 2°17′8″ v. d.  |
| Porte Maillot (Palais des Congrès) | 7 · C · C | 17.       | 48°52′40″ s. š., 2°17′2″ v. d.  |
| Anna de Noailles                   |           | 16.       | 48°53′23″ s. š., 2°16′41″ v. d. |
| Porte Dauphine (Avenue Foch)       | 7         | 16.       | 48°52′13″ s. š., 2°16′29″ v. d. |